# ЭТА
Э́ТА (баск. ЕТА, Euskadi Ta Askatasuna, Эускади Та Аскатасуна — «Страна басков и свобода») — баскская леворадикальная, национально-освободительная организация сепаратистов, выступавшая за независимость Страны басков — региона, расположенного на севере Испании и юго-западе Франции. Существовала с 1959 по 2018 годы, принимала активное участие в Баскском конфликте.

## История
Идеологами и основателями баскского национализма являются братья Луис (1862—1951) и Сабино (1865—1903) Арана, которые ещё в XIX веке заявляли, что Испания превратила Страну басков в свою колонию, и требовали полной независимости баскских земель через создание конфедерации четырёх испанских (Бискайя, Гипускоа, Алава и Наварра) и трёх французских регионов (Зуберу, Лабур и Нижняя Наварра), населённых басками. Ими были сформулированы основы баскской национальной идеи, учреждены флаг и праздники. В 1894 году возникла первая Баскская националистическая партия (БНП).
После прихода к власти генерал Франсиско Франко упразднил завоёванную в период Испанской республики (1936 год) автономию Страны басков. Баскский язык был запрещён. Делопроизводство и обучение велись лишь на испанском языке. Только на нём издавались книги и выходили газеты, шли радио- и телепередачи. Лишь в 1960-е годы создана система обучения только на баскском языке — школы «икастола». Баскские провинции Бискайя и Гипускоа, которые воевали на стороне республики, были объявлены «провинциями-предателями» и рассматривались как враждебные территории (Наварра и Алава считались «верными провинциями»). 26 апреля 1937 г. с лица земли была стёрта Герника — святыня басков, многовековой символ их национальных свобод. В годы диктатуры в Бискайе и Гипускоа неоднократно вводилось чрезвычайное положение.
Организация ЭТА была основана 31 июля 1959 года как движение сопротивления диктатуре генерала Франко несколькими молодыми членами БНП, которые были неудовлетворены отказом партии от вооружённой борьбы. Период организационного оформления ЭТА, с созданием военного фронта, был завершён на состоявшемся в 1962 году съезде баскских левых националистов. Основной целью организации было провозглашено создание независимого государства басков — Эускади.
С начала 1960-х годов члены ЭТА приступают к практике покушений на чиновников и жандармов, а также начинают осуществлять взрывы полицейских участков, казарм и железнодорожных путей. После осуществлённых в 1962 году репрессий авторитарного франкистского режима «Страна басков и свобода» была вынуждена на некоторое время воздержаться от активных действий. Восстановительный период был окончен в 1964 году, после чего вооружённые акции ЭТА приобрели систематический характер.
В 1960-е годы власти Испании отказывались от официальных переговоров с ЭТА, и в то же время, по данным СМИ, стороны поддерживали неофициальные контакты. В этот период, во время 15-й конференции, от ЭТА откалывается радикальное крыло (ЭТА-VI) которое исповедует исключительно саботажные и террористические методы борьбы. Как следствие в конце 1960-х годов ЭТА пошла по пути «революционного» террора — с тех пор от её рук погибло более 850 человек. Одной из наиболее резонансных акций этих годов становится убийство начальника полиции Сан-Себастьяна Мелитона Мансанаса.
В 1973 году ЭТА предприняла одну из своих наиболее известных акций — убийство преемника Франко на посту председателя правительства Испании адмирала Луиса Карреро Бланко. Активисты ЭТА (среди которых был Хосе Мигель Беньяран), сняв квартиру в центре Мадрида, прорыли тоннель под проезжим участком улицы, которую часто пересекал автомобиль Бланко. В тоннель была помещена взрывчатка. 20 декабря 1973 года, когда машина председателя правительства проезжала заминированную часть улицы, заготовленное взрывное устройство было приведено в действие. Прогремевший взрыв был настолько мощным, что автомобиль Бланко был отброшен на балкон находившегося неподалёку монастыря и найден лишь некоторое время спустя.
Об этой акции итальянский режиссёр-коммунист Джилло Понтекорво в 1979 году снял фильм «Операция „Чудовище“».

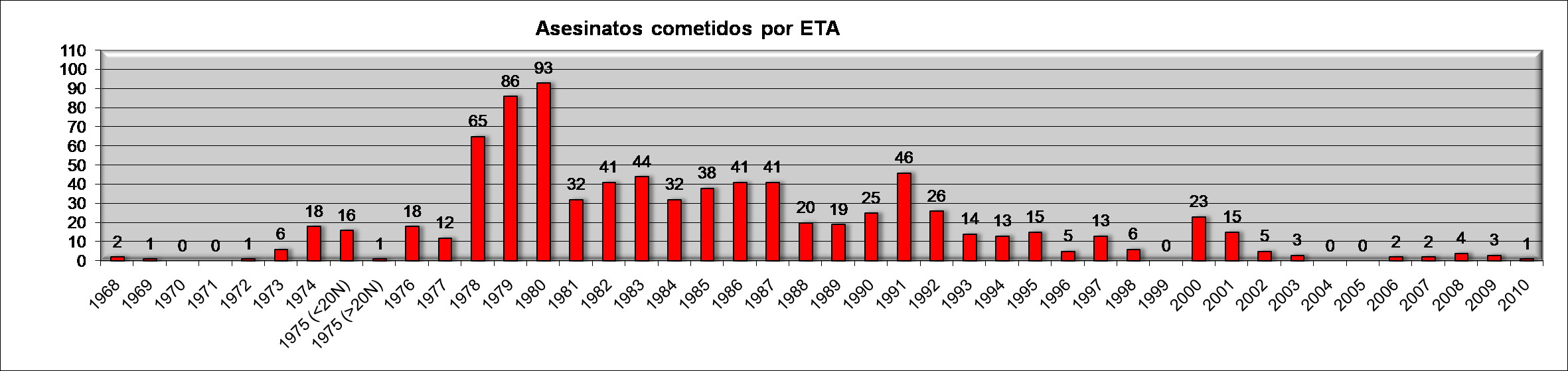
Убийства, совершённые группировкой с 1968 по 2010 год

## ЭТА в послефранкистской Испании
После смерти Франко в 1975 году «Страна басков» получила в 1978 году широчайшую автономию и сегодня пользуется правами, которых не имеет ни один другой регион страны, тем не менее, ЭТА долгие годы придерживалась лозунга полной независимости.
Контакты властей с ЭТА активизировались во второй половине 1970-х, во время так называемого переходного периода от франкистской диктатуры к демократии, однако сепаратисты отказались прекратить вооружённую борьбу в обмен на предложенную амнистию. В этот период ликвидированы сторонник демократических реформ генерал-лейтенант К. Лакаси и лидер баскских социалистов Е. Кас.
В январе 1988 года ЭТА объявила одностороннее перемирие в ответ на подписание общенациональными и региональными партиями Испании пакта, призывающего к переговорам с басками. Тем не менее переговоры, состоявшиеся в январе 1989 года в Алжире, никаких результатов не принесли.
16 сентября 1998 года ЭТА объявила о полном и бессрочном прекращении террористической деятельности. В ответ власти освободили ряд активистов ЭТА, но через 14 месяцев сепаратисты вышли из перемирия — по некоторым предположениям, в связи с усилением радикального крыла в руководстве организации. Можно говорить, что в послефранкистский период в идеологии ЭТА произошли значительные изменения: в первые десятилетия своего существования члены ЭТА рассматривали себя в качестве наследников дела старых партизан-антифранкистов, коммунистов. А после смерти Франко в ЭТА возобладала националистическая идеология.

## ЭТА в XXI веке. Отказ от террористической деятельности

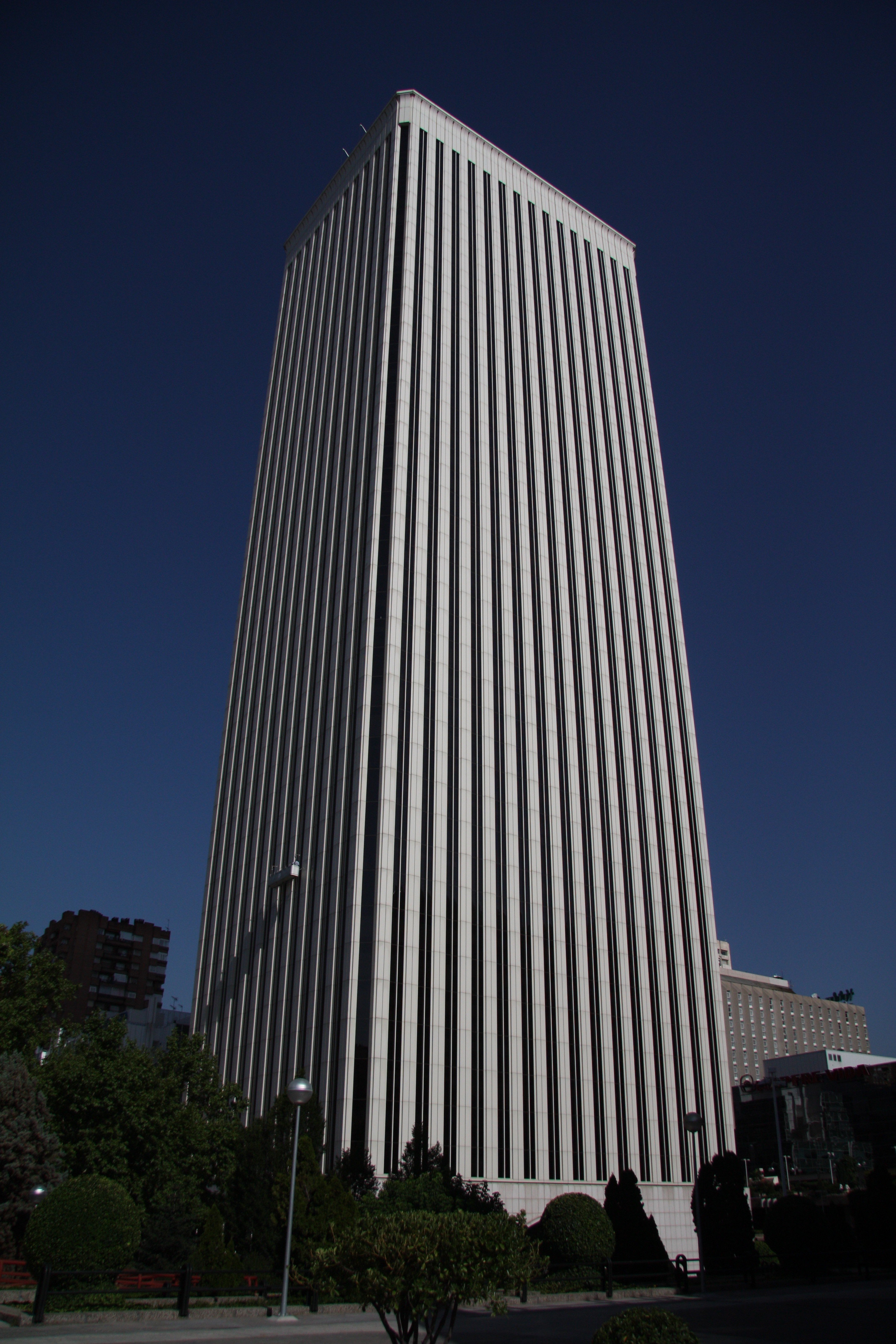
Башня Пикассо, которую в декабре 1999 года пытались взорвать боевики ЭТА

В 2003 была запрещена деятельность партии «Батасуна» — политического крыла ЭТА.
В феврале 2004 года после негласных переговоров премьер-министра Каталонии с политическим лидером ЭТА Микелем Альбису ЭТА публично объявила об одностороннем прекращении огня на территории Каталонии.

В октябре 2004 года во французских Пиренеях задержали лидера группировки Микеля Альбису Ириарте (кличка Микель Антса) и два десятка его сообщников. Тогда же обнаружили склады с оружием, сотни килограммов взрывчатки и тренировочный полигон боевиков, после чего власти объявили, что ЭТА «обескровлена», но уже через несколько дней взрывы возобновились.

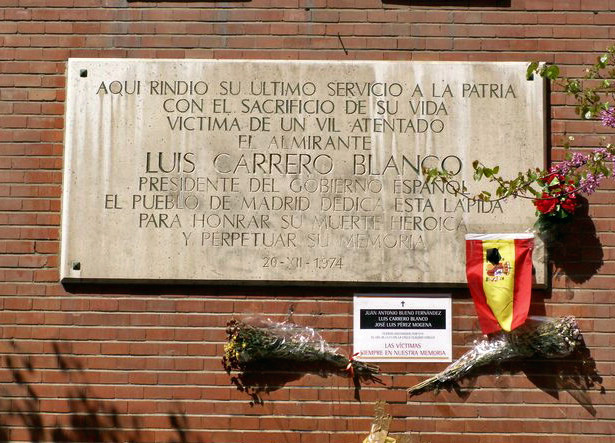
Памятная плита на месте убийства адмирала Луиса Карреро Бланко

И тем не менее, после этих арестов ЭТА призвала испанские власти к политическому диалогу для урегулирования конфликта. В мае 2005 года парламент Испании (все партии, кроме Народной) поддержал эту инициативу при условии отказа басков от насилия. Правительство Испании одобрило проведение таких переговоров на таких же условиях. В ответ на такое решение радикалы из состава ЭТА организовали несколько взрывов.
В сентябре 2005 стало известно о «непрямых контактах» между властями и сепаратистами с целью начать официальные переговоры.

22 марта 2006 года ЭТА заявила о «постоянном прекращении огня». Боевики сообщили, что в обмен на добровольный отказ от вооружённой борьбы они намерены добиваться от властей амнистии для нескольких сотен баскских заключенных, обвинённых в террористической деятельности, а также легализации «Батасуны» — политического крыла ЭТА.

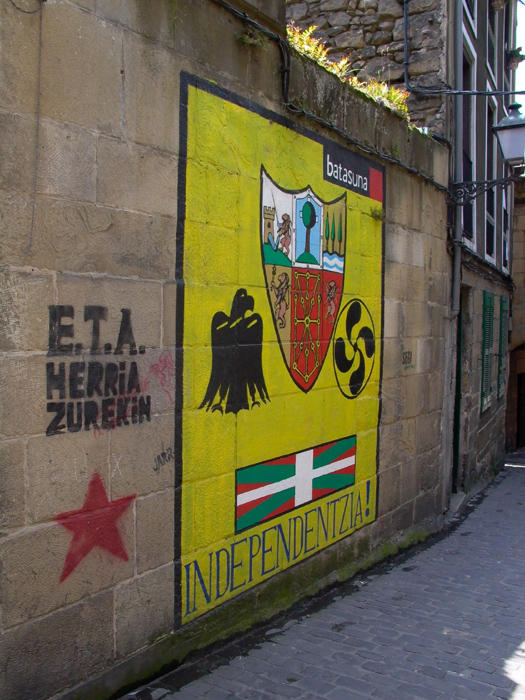
Граффити в г. Пасахес: «ЭТА, народ с тобой!»

22 мая 2006 года премьер-министр Испании Хосе Луис Родригес Сапатеро заявил, что его правительство готово начать переговоры с баскскими сепаратистами.
6 июля 2006 года в испанском городе Сан-Себастьян начались первые официальные мирные переговоры между представителями правящей Испанской социалистической рабочей партии и запрещённой «Эрри Батасуна». На первом этапе от лидеров «Батасуны» ждут официального порицания терроризма и отказа от насильственных методов борьбы.
Испанские власти представлял руководитель баскского отделения ИСРП Пачи Лопес, баскских сепаратистов — лидер «Батасуны» Арнальдо Отеги.
Как показывают опросы, за мирные переговоры с ЭТА выступало большинство испанцев. Однако и противников у этих переговоров было немало. Последние считали, что против баскских боевиков следует бороться до «победного конца» исключительно силовыми методами, не вступая с ними ни в какие контакты. Так, незадолго до мирных переговоров ультраконсервативная неправительственная организация «Достоинство и справедливость» обратилась в суд с требованием запретить «встречу с террористами». Активно протестовали также члены Ассоциации родственников жертв терроризма.

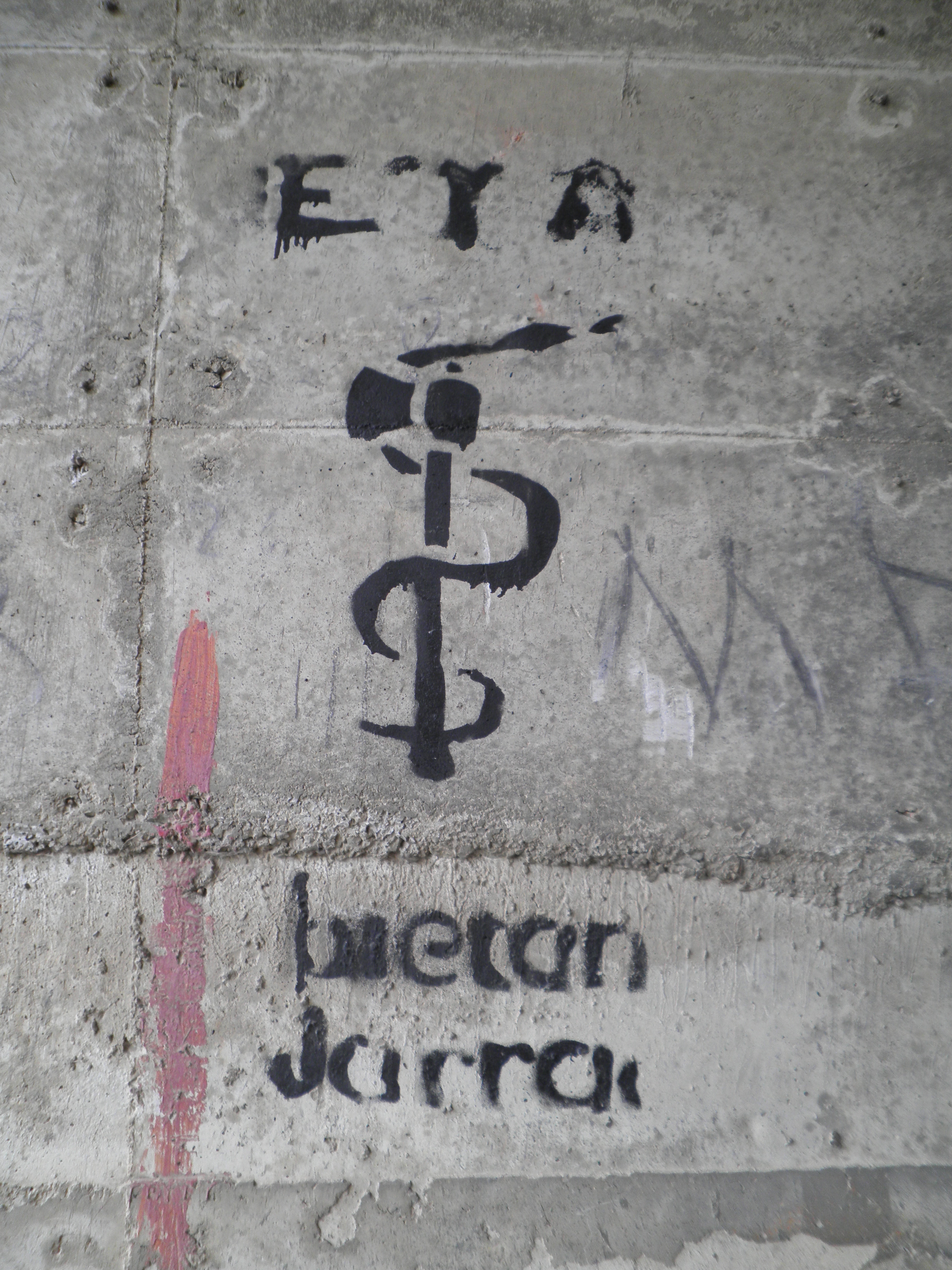
Граффити с символом группировки

Между тем опыт борьбы с ЭТА говорил о невозможности окончательно расправиться с группировкой силовыми методами. Специалисты считали, что в результате полученных в последние несколько лет мощных ударов от объединившихся в борьбе с ЭТА правоохранительных органов Испании и Франции группировка крайне обессилена. Однако, по мнению Европола, у ЭТА всё ещё была сильна поддержка среди молодёжи в Стране басков, где она легко вербовала новых боевиков. А вместо Франции, которую террористы в своё время выбрали в качестве «оперативной тыловой базы», они осваивали другие страны Европы.
30 декабря 2006 года премьер-министр Испании Сапатеро заявил о прекращении переговоров с ЭТА после того, как она взяла на себя ответственность за теракт в мадридском аэропорту Барахас, совершённый её боевиками утром того же дня. В результате взрыва погибли двое граждан Эквадора, ещё четыре человека получили ранения. По оценке специалистов, в заминированном автомобиле находилось около 200 килограммов взрывчатки. В результате теракта здание аэропорта получило значительные повреждения. Таким образом, ЭТА официально нарушила перемирие, объявленное баскскими сепаратистами 22 марта 2006 года.
9 октября 2007 года боевик ЭТА заминировал автомобиль телохранителя, охранявшего политика-социалиста. В результате взрыва телохранитель был тяжело ранен.
20 мая 2008 года во французском городе Бордо в результате совместной операции испанской и французской полиции был арестован глава ЭТА Хавьер Лопес-Пенья, известный также как Тьерри. Служба безопасности Испании разыскивала его с 1983 года.
16 сентября 2008 года решением Верховного суда Испании по обвинению в связях с ЭТА была запрещена партия Баскское национальное действие. Решение было обжаловано в Европейский суд по правам человека, но безуспешно.
17 ноября 2008 года французский министр внутренних дел объявила об аресте Мигеля Гарикоиц Аспиазу Рубина по кличке «Чероки», которого спецслужбы Испании и Франции считали лидером боевиков ЭТА после ареста Лопеса-Пеньи Тьерри.
29 июля 2009 года рано утром в испанском городе Бургос взорвался автомобиль, припаркованный рядом с казармами Гражданской Гвардии. В результате взрыва 46 человек получили ранения. Ответственность за взрыв взяла на себя баскская сепаратистская организация ЭТА. Взрыв автомобиля повредил 14-этажное здание казармы, в котором проживали полицейские с семьями. Именно они составили основную массу пострадавших. Большинство получили легкие осколочные ранения. 38 человек получили медицинскую помощь в госпитале. Региональный представитель МВД Испании М. Алехо заявил, что на месте взрыва осталась воронка, заполнившаяся водой из поврежденного водопровода. Взрывом также были повреждены ещё несколько зданий рядом с казармами полицейских — в них выбило окна и были разрушены стены. На место происшествия выехал министр внутренних дел Испании Альфредо Перес Рубалькаба.
30 июля 2009 года баскская группировка ЭТА совершила теракт в Пальманове, Мальорка. В результате нападения погибли два полицейских, находившихся в машине: Диего Сальва Лесаун и Карлос Саенс де Техада Гарсия. 9 августа того же года ЭТА совершила теракт в баре на пляже в Пальма-де-Мальорка. Бомба была маломощной, никто не пострадал.
28 февраля 2010 года в ходе совместной операции спецслужб Франции и Испании был арестован лидер ЭТА Ибона Арронатегу.
5 сентября 2010 года баскская сепаратистская группировка ЭТА выступила с заявлением об отказе от вооружённой борьбы, в рамках борьбы за независимость Страны Басков организация будет придерживаться мирных средств. Однако представители основных испанских политических партий назвали очередное заявление сепаратистской группировки ЭТА о прекращении огня «недостаточным».
10 января 2011 года ЭТА объявила о прекращении вооружённой борьбы.
20 октября ЭТА повторно отказалась от вооружённой борьбы.
На всеобщих парламентских выборах в Испании 13 ноября 2011 года баскская националистическая коалиция «Амайур», костяк которой, как считается, составляют последователи ЭТА, получила 7 депутатских мест и возможность создать собственную фракцию в кортесах. В связи с этим историческим успехом усилились разговоры о грядущем исчезновении ЭТА (см. например интервью бывшего боевика Эдуардо Уриарте).
16 апреля 2018 года ЭТА заявила о самороспуске, но опубликовала своё заявление только 2 мая.

## Международные связи ЭТА
На протяжении всего периода своего существования ЭТА неофициально пользовалась поддержкой многочисленных прокоммунистических, антифашистских и антиимпериалистических движений, видевших в баскских террористах прежде всего противников франкистской диктатуры, антифашистов, борцов за национальную независимость Басконии. Подарки и помощь приходили из стран Варшавского договора, в первую очередь из СССР и ГДР, от коммунистических партий (например, из Италии). После смерти Франко ЭТА помогали страны «третьего мира» — государства Латинской Америки, Африки, различные леворадикальные движения, в частности повстанческая армия Колумбии ФАРК. Когда в 2005—2006 годах ЭТА отвергла ряд компромиссных предложений правительства Испании, то её позиция была поддержана, в частности, Африканским национальным конгрессом, охарактеризовавшим её как «ответственную».

## В культуре и медиа
- Фильм «Эускади: Нация без гражданства» (англ. Euskadi: The Stateless Nation) (1984) — реж. Артур Маккейг[фр.]
- Фильм «Состояния террора» (англ. States of Terror) (2001) — реж. Артур Маккейг
- ЭТА стала прообразом террористической группировки «сепаратисты» из игры Counter Strike: Global Offensive.
- Сериал "Нарко" 1 сезон, 6 серия.
- Фильм "Агент под прикрытием" (исп. La infiltrada) (2024) - реж. Аранча Эчеваррия